# Вибух у порту Шахід Раджаї
26 квітня 2025 року вдень в порту Шахід Раджаї поблизу Бендер-Аббаса на півдні Ірану в провінції Хормозґан стався потужний вибух і пожежа. Загинуло щонайменше четверо людей і щонайменше 561 поранено. Вибух стався біля кількох контейнерів у пристані в порту, які, ймовірно, містили небезпечні матеріали або хімікати. Було зручновано офісну будівлю і пошкоджено автомобілі.

## Відомості
Порт Шахід Раджаї є найбільшим комерційним портом Ірану, який щорічно обробляє 80 млн тонн вантажів. Розміщений поблизу стратегічної Ормузької протоки, це критично важливий центр морської торгівлі країни. Порт розташований за 23 км на захід від Бендер-Аббаса та сусідує з об’єктами, якими керує Корпус вартових ісламської революції (КВІР).

## Вибух
26 квітня 2025 року, близько полудня за місцевим часом, стався потужний вибух на контейнерному майданчику Sina в порту Шахід Раджаї. Вибух стався з кількох контейнерів, які, ймовірно, містили небезпечні матеріали або хімікати. Вибух викликав велику пожежу та стовп чорного диму, який було видно на кілометри. Ударна хвиля розбила вікна та спричинила пошкодження будівель на відстані кількох кілометрів. Внаслідок вибуху зруйнувалася щонайменше одна будівля. Повідомляється, що вибух було чутно аж до острова Кешм, розташованого за 26 кілометрів на південь від Бендер-Аббаса.
За офіційними даними, вибухнули кілька незапечатаних контейнерів, що зберігалися в районі пристані порту.

## Наслідки
В результаті вибуху загинули щонайменше 28 людей, ще понад 1139 отримали поранення. Станом на 27 квітня кількість загиблих сягнула 40. Шість осіб також вважаються зниклими безвісти, щонайенше 800 людей було поранено. Екстрені служби, в тому числі Товариство Червоного Півмісяця Ірану, направили групи швидкого реагування на місце події. Постраждалих було евакуйовано та транспортовано до Ширазу. Було вжито заходів для гасіння пожежі за допомогою гелікоптерів, однак це вдалося зробити лише за кілька годин. Роботу порту було призупинено, школи та офіси в районі було закрито 27 квітня.

## Розслідування
Влада почала розслідування причин вибуху. За попередніми оцінками, причиною інциденту могла стати недбалість у поводженні з легкозаймистими хімічними матеріалами. Національна іранська компанія з переробки та розподілу нафти заявила, що вибух не вплинув на її інфраструктуру, включаючи нафтопереробні заводи, паливні резервуари, розподільчі комплекси або нафтопроводи.